# Pogostemon cablin
La pogostemon cablin, conocida comúnmente como pachulí o pachuli, es una planta y un aceite esencial obtenido de las hojas de dicha planta. La esencia de pachulí es fuerte e intensa. Se la ha usado durante cientos de años en perfumes, como relajante y para ocultar otros olores, y crece en el oeste y este de la India. El nombre deriva de patchai பச்சை (verde), y ellai இலை (hoja), que en tamil, idioma que se habla al sur de la India y en el noreste de Sri Lanka, significa "hoja verde".

## Historia
Durante la antigüedad los mercaderes de seda chinos viajaba hacia el oeste empacando sus telas de seda con hojas de pachuli secas para prevenir el ataque de las polillas que depositaban sus huevecillos en los tejidos. Muchos historiadores especulan que en aquella era la asociación de la fragancia con los dioses del este era un símbolo de opulencia. De ahí que los europeos la clasificaran como una fragancia de lujo. Este antecedente se mantiene hasta la actualidad de la perfumería moderna.[cita requerida]
El movimiento Hare Krishna ha participado también en el resurgimiento y la permanencia del pachuli, ya que durante años han vendido sahumerios de ese aroma en muchas ciudades del mundo. Además, se usa como acondicionador del cabello para las rastas.[cita requerida]
Aunque conocido en Occidente en los siglos XVIII y XIX, el aceite esencial y el incienso de pachulí se hicieron más populares en las décadas de 1960 y 1970. Durante la guerra de Vietnam los soldados estadounidenses usaban el pachulí para enmascarar el olor de las tumbas de los soldados enemigos, muertos en combate. A su vez los protestantes antiguerra de aquel entonces lo usaron para demostrar "somos una sola raza; somos como los soldados enemigos". Su uso se extendió entre la cultura alternativa y hippie debido a que con su olor penetrante enmascaraba el olor del cannabis (marihuana).[cita requerida]
A pesar de su común asociación con un estilo de vida alternativo, el pachuli encuentra su amplia aplicación en la industria moderna. Es un componente presente en la gran mayoría de las fragancias modernas y actuales para hombre. También se usa con frecuencia en los polvos fumigarorios, en la industria papelera, detergentes para lavandería y aromatizantes ambientales.[cita requerida]
El aceite esencial se obtiene por destilación con vapor de las hojas secas de la planta, un proceso que provee un alto porcentaje de aceite. El principal componente del aceite esencial es el pachulol.[cita requerida]

## Descripción
El pachulí es una hierba arbustífera que alcanza los 60 o 90 cm de altura, la planta crece bien en climas templados y húmedos. Ya que crece adecuadamente en ambientes húmedos, no tolera la luz directa del sol. Las flores y capullos con semillas son muy fragantes y florecen por la tarde. Las semillas pueden cosecharse para sembrarse posteriormente, pero son muy delicadas y pueden romperse, Los esquejes cortados de la planta madre pueden sembrarse o colocarse en agua propiciando la generación de una nueva planta.

## Propiedades
Principios activos: Las hojas desecadas dan del 1,5 al 2,5 por ciento de aceite esencial rico en sesquiterpenos: alcohol de pachulí (30-40 %), norpachulenol, etc.
Indicaciones: es usado como antiséptico. Se usan las hojas.
Otros usos: utilizado en perfumería, cosmética, jabonería.